# Zorya Tholus
Lo Zorya Tholus è una struttura geologica della superficie di Venere.